# Francesca Barra
Francesca Barra (Polícoro, 24 de septiembre de 1978) 
És una periodista, escritora, presentadora de televisión y presentadora de radio italiana.

## Biografía
Hija del exdiputado Francesco Michele Barra,  asiste a la escuela secundaria de Nova Siri. Después de la graduación deja su país de origen para transferirse a Roma, donde se gradua en Ciencias de la Comunicación en la Universidad de LUMSA, con una  tesis sobre las mujeres en la política. Fue invitada de La vita in diretta, para comentar crónicas negras. Fue invitada de Cristina Parodi Live en LA7. Se ocupaba de crónicas para el Pubblico Giornale e l'Unità. Es presentadora en Rai Radio 1,  el programma La bellezza contro le mafie desde 2009. En el 2012 publicó Giovanni Falcone un eroe solo, mientras que en 2011 // Quarto Comandamento, editado por Rizzoli. Ha escrito la historia Gli spietati en el libro Non è un paese per donne, editado por Arnoldo Mondadori Editore. Ha colaborado con l'Unità  y con el semanal Sette, ocupándose del crimen organizado y mujeres víctimas de la 'Ndrangheta.
Trabajó en el informativo LA7, en la redacción de niente di personal y en el verano de 2008 condujo la revista de prensa de Omnibus . Condujo Cani, Gatti & Co, transmitido por Alice Sky TV, Partecipamo Bene Prima, con Pino Strabioli por Rai 3, documentales de viajes y La Regola, transmitido por Marcopolo Sky TV . Con Dario Vergassola condujo el programa Siempre mejor que quedarse en casa, de LA7, y Areagol con Maurizio Biscardi. En 2005 fue testimonio del programa digital terrestre de LA7 . Fue autora, para la cadena japonesa Nippon TV, de comedias teatrales y documentales gastronómicos. Publicó, con Aliberti editore, la novela Non mi Expect y el recetario A casa di Jo .
En 2011 presentó We Press en La3 . Desde septiembre de 2013 es corresponsal de la nueva temporada de Matrix, un programa en profundidad de Canale 5, presentado por Luca Telese. Fue anfitrión de la edición 2014 del concierto del 1 de mayo, desde la Piazza San Giovanni de Roma, en directo por Rai 3, con Edoardo Leo y Dario Vergassola .
Para la temporada de fútbol 2014-2015 es un invitado habitual del programa deportivo Tiki Taka - El fútbol es nuestro juego, presentado por Pierluigi Pardo en Italia 1 . Del 29 de junio al 1 de agosto de 2015 presentó en LA7 In wave junto con Gianluigi Paragone . Desde enero de 2017 hasta el 17 de febrero fue copresentadora, junto a Gianluigi Paragone, Gilberto Penza e Ylenia Baccaro, de Benvenuti nella Jungle, en sustitución de Mara Maionchi, en Radio 105 . Desde el 13 de enero de 2018 apoya a Costantino D'Orazio en la conducción del programa educativo Bella Truly transmitido por Rai Radio 2.
El 27 de enero de 2018, anunció su candidatura en las próximas elecciones políticas del 4 de marzo a la Cámara de Diputados con una publicación en Facebook, con el apoyo del Partido Demócrata y de la coalición de centro izquierda en la circunscripción uninominal de Matera . donde quedó en tercer lugar, por lo que no fue elegida. El 7 de marzo de 2018 anunció su retirada de la política en una entrevista con La Stampa.
En la temporada televisiva 2018-2019 es comentarista del programa CR4 - La Repubblica delle Donne, conducido por Piero Chiambretti .
En 2020 participó como competidora junto a su esposo Claudio Santamaría en el programa Celebrity Hunted: Manhunt transmitido por Prime Video .
En marzo de 2021 actuó como bailarina con la melodía de Bam Bam Twist durante la segunda noche del Festival de San Remo, apareciendo junto a su marido Claudio Santamaría durante una actuación de Achille Lauro.
Ha escrito numerosas novelas y libros de cocina, publicados por Rizzoli, Garzanti, Arnoldo Mondadori Editore y Aliberti Editore ; también escribió un libro sobre Giovanni Falcone con su hermana Maria Falcone . Ha creado dos podcasts para storielibere.fm "Envejecimiento prohibido" y "Padres". Fue anfitrión del concierto contra las mafias con Gino Castaldo "en su nombre". Tiene una columna en L'Espresso. : “buenas historias”
Tiene cuatro hijos, tres de los cuales (Emma Angelina, Renato y Greta) nacieron de su anterior matrimonio con Marcello Molfino, con quien estuvo casada de 2005 a 2016 .
Desde 2017 mantiene una relación con el actor Claudio Santamaría, con quien se casó en noviembre del mismo año en Estados Unidos  y el 21 de julio de 2018 en Policoro, con ceremonia civil. La pareja tiene una hija, Atenea, nacida en febrero de 2022. Francesca hace un cameo junto con su marido y su hija Greta en el tercer episodio de la segunda temporada de Call My Agent - Italia en Sky.
- Finca Ómnibus ( LA7, 2008)
- Siempre mejor que quedarse en casa (LA7, 2010-2011)
- Presionamos ( La3, 2011)
- Cristina Parodi En Vivo (LA7, 2012) invitada
- Matriz ( Canal 5, 2013-2019) invitada
- Concierto del Primero de Mayo ( Rai 3, 2014, 2022)
- Tiki Taka - El fútbol es nuestro juego ( Italia 1, 2014-2015) invitada habitual
- Al aire (LA7, 2015)
- El año que vendrá ( Rai 1, 2016-2017) invitada
- Matrix Chiambretti (Canal 5, 2017-2018) comentarista
- CR4 - Comentarista de La Repubblica delle Donne ( Rete 4, 2018-2019)
- Concursante de Celebrity Hunted ( Amazon Prime Video, 2020) (ganador)
- La muñeca y el nerd (cuarta edición) (Italia 1, 2021) invitada habitual

## Filmografía

### Cine
- Piensa sexy, dirigida por Michela Andreozzi (2024)

## Reconocimientos
- 2010: Premio Mario Francés
- 2011: Premio Rocco Chinnici
- 2012: Premio Siani ex aequo con Maria Falcone [12]
- 2012: Premio Nacional Paolo Borsellino [13]
- 2013: Premio Lucani en el mundo
- 2013: Premio Heraclea

## Publicaciones
- A occhio e quanto basta. La mia ricetta di felicità. Rizzoli. 2022. ISBN 978-8891835437.
- La giostra delle anime. Arnoldo Mondadori Editore. 2019. ISBN 978-8804717133. Texto «(con Claudio Santamaria)» ignorado (ayuda)
- L'estate più bella della nostra vita. Garzanti. 2017. ISBN 978-8811671329.
- Il mare nasconde le stelle. Storia vera di Ramon, il ragazzo venuto dalle onde. Garzanti. 2016. ISBN 978-8811007463.
- Verrà il vento e ti parlerà di me. Garzanti. 2015. ISBN 978-8811688808.
- Tutta la vita in un giorno. Viaggio fra la gente che sopravvive mentre nessuno se ne accorge. Rizzoli. 2014. ISBN 978-8817067362.
- Giovanni Falcone, un eroe solo. Rizzoli. 2012. ISBN 978-8817056175.
- Il quarto comandamento. La vera storia di Mario Francese che sfidò la mafia e del figlio Giuseppe che gli rese giustizia. Rizzoli. 2011. ISBN 978-8817049696.
- A casa di Jo. Piatti & ricette della mia cucina. Aliberti Editore. 2009. ISBN 978-8874244997.
- Non mi aspettare. Aliberti Editore. 2009. ISBN 978-8874245123.